# シンセベース
シンセベース（英語: Keyboard bass、Key bass、Synth bass）、またはキーボード・ベースは、キーボード・シンセサイザーの一種であり、シンセサイザーで演奏されるベースパート。もしくはエレクトリックベースやダブル・ベースのシミュレーションを、ベースのレンジの中でクリエイトする楽器である。ファンクやR&B、Gファンクやギャングスタ・ラップのジャンルで、効果的に使用される。

## 概要
アナログシンセサイザーの登場初期には、電子オルガンの足鍵盤に相当するベース演奏専用のシンセサイザーとして「ベースシンセサイザー」という製品も存在した。一般にシンセサイザーは、楽音域すべてをカバーして演奏が可能なので、いかなる音色でもベースパートを演奏することは可能であるが、実際には音響的に不適当な音色での演奏は無意味である。実際のベース楽器をリアルにシミュレーションをした音色と、電子発振音らしさを強調した音色が主に使用される。
スタジオ録音では、一人多重録音を好んだスティービー・ワンダーがシンセベースを手弾きした。また、パーラメントのジョージ・クリントンや、ザップのロジャー、カシーフらもシンセベースを多用している 。アナログシンセサイザーの初期には、リアルな音色を望めなかったので、逆に矩形波にフィルターを掛けた、電子的な音色がコンピュータ・ミュージックの特徴と云え、近年のクラブミュージックなどでも、多く使用される。単独にプログラミングできるベースシンセサイザーとして、ローランド社のTB-303という製品が存在した。
デジタルシンセサイザーで、リアルなサンプリング音源を搭載したシンセサイザーの場合、シーケンサー・プログラミングにより、MIDIインタフェースによる自動演奏（一般的に打ち込みと言われる）が行われ、プログラム次第では全く実際の演奏と変わらないため、シンセサイザー音楽という扱いはされない。
シーケンサー・プログラミングによるシンセベースと、同様にプログラムによるドラムマシンの繰り返し演奏パターンを特徴とした音楽に「ドラムンベース」があるが、ハウスやテクノと同様シンセベースは添え物に過ぎず、ファンクやGラップほどのダイナミズムはない。

## 主なアーティスト
- 楢﨑誠 （from Official髭男dism）
- 新井和輝 （from King Gnu）
- ジョージ・クリントン
- パーラメント
- ヤーブロウ&ピープルズ[注 1]
- グラハム・セントラル・ステーション
- ドクター・ドレイ[注 2]
- E-40[注 3]
- EPMD[注 4]
- 細野晴臣[注 5]